# Фуцанлун
Фуцанлун — дракон из китайской мифологии. Является символом богатства и мудрости. По легенде живёт в недрах земли, охраняя драгоценности. Может изображаться с жемчужиной в лапе и во рту. 

## Описание
По легенде люди редко встречают таких драконов. У фуцанлуна на спине расположен зубчатый гребень, помогающий ему сохранять устойчивость. Голос существа меняется в зависимости от настроения — он может быть похож на грохот медных литавр, удары гонга или на звон колокольчиков. Его рев может вызвать землетрясения. Дракон способен принять любой облик, а также стать невидимым. От его выгибания спины под землей на её поверхности образуются холмы. Глаза фуцанлуна способны видеть сквозь землю и имеют округлую форму. Жемчуг, с которым изображают дракона, является его главным богатством. Фуцанлун достиг своего огромного размера за три тысячи лет. Сперва — только появившись на свет — он был похож на угря. Через пятьсот лет голова дракона напоминала голову карпа. Ещё через тысячу лет у него появился длинный хвост, густая борода и четыре лапы. Через две тысячи лет после рождения у фуцанлуна выросли рога.
В Гонконге, у горы, где по преданию живёт дракон, построен жилой комплекс. В его середине оставлено пустое место, чтобы фуцанлун мог любоваться морем.